# Kohlensäureethylmethylester
Kohlensäureethylmethylester ist eine organische chemische Verbindung. Es ist eine leichtentzündliche, farblose Flüssigkeit.
Im Gemisch mit Ethylencarbonat oder Propylencarbonat wird die Verbindung in nichtwässrigen Elektrolytlösungen für Lithiumbatterien und Lithium-Ionen-Akkumulatoren verwendet.